# Martin Lukeš
Martin Lukeš (* 17. listopad 1978, Bruntál) je český fotbalový záložník a bývalý reprezentant. Velkou část kariéry strávil v klubu FC Baník Ostrava. V roce 1997 zvítězil v české anketě Fotbalista roku v kategorii Talent roku. V roce 1998 odehrál 2 přátelské zápasy za A-mužstvo České republiky.

## Klubová kariéra
Fotbalově začínal v rodném Bruntále v klubu Slavoj Bruntál, odkud odešel v roce 1989 do Baníku Ostrava, kde hrál nejprve v mládežnických týmech. V prvoligovém kádru začal hrát od roku 1998 a působil v něm dlouhých 6 sezon, než v roce 2003 přestoupil do pražské Slavie – po změně majitelů v Baníku (Daniel Vacek a Tomáš Petera) neakceptoval totiž nabízenou smlouvu. Po necelých dvou sezonách se ale vrátil zpět do Baníku, kde působil dalších deset let. V roce 2007 měl vážně poraněné koleno, utržený čéškový vaz.
V lednu 2014 oznámilo vedení Baníku Ostrava, že Lukeš v klubu končí. Smlouvu mu končila v červnu 2014, klub ji hodlal dodržet, pokud si hráč nesežene angažmá. Způsob jeho vyřazení z týmu se nelíbil části fanoušků Baníku, kteří to dali najevo vedení klubu. V prvním jarním zápase 23. února 2014 proti Viktorii Plzeň (porážka 1:2) protest pokračoval, v úvodu střetnutí baníkovci zaházeli hřiště tenisovými míčky a po zbytek první půle nepovzbuzovali svůj tým.
Na jaře 2014 nastupoval v krajském přeboru za TJ Háj ve Slezsku. Na podzim 2014 odešel na půlroční hostování do FC Vratimov.

## Reprezentační kariéra
Lukeš je také bývalým reprezentantem. Hrál za české výběry U15, U16, U18 a U21. Za A-mužstvo nastoupil v roce 1998 ke 2 přátelským zápasům – proti Slovinsku (výhra 3:1, dal 2 góly) a proti Dánsku (výhra 1:0).

### Reprezentační góly
Góly Martina Lukeše v A-týmu české reprezentace 
| Gól | Datum       | Stadion                                             | Soupeř    | Skóre (min.) | Výsledek | Soutěž          |
| --- | ----------- | --------------------------------------------------- | --------- | ------------ | -------- | --------------- |
| 010 | 22. 4. 1998 | Mestni stadion Fazanerija, Murska Sobota, Slovinsko | Slovinsko | 01:20(58.)   | 1:3      | přátelský zápas |
| 02  | 22. 4. 1998 | Mestni stadion Fazanerija, Murska Sobota, Slovinsko | Slovinsko | 01:30(60.)   | 1:3      | přátelský zápas |

## Kontroverze
V květnu 2010, při utkání Baníku v Příbrami, ničili fanoušci hostů zařízení stadionu a zaútočili na policisty. Lukeš počínání fanoušků obhajoval slovy: "Oni tak prostě žijou, fanoušci mají svůj svět. A pokud nenapadají jiné lidi, hmotné škody se zaplatí. K fotbalu to patří." Za tento výrok byl terčem kritiky.

## Osobní život
Lukeš je svobodný a má dvě dcery. Jeho vzorem je Juan Román Riquelme, rád chodí na lední hokej a má rád metal.[zdroj?]